# Electrabel
Electrabel SA —  бельгийская энергетическая корпорация. Является дочерней компанией французской транснациональной коммунальной компании Engie S.A. (ранее GDF Suez). 

## История
Electrabel основана в 1905 году. Её название происходит с 1990 года, после реорганизации компаний Intercom, EBES и Unerg.
Большинство акций в Electrabel было переведено французской компанией Suez. В 2005 году Suez увеличил свою долю до 96,7 %. Последние акции были добавлены 10 июля 2007 года, когда компания была передана на бирже. По итогам слияния Suez с Gaz de France в 2008 году, Electrabel стала дочерней компанией GDF Suez, которая изменила свое название на Engie в 2015 году.

## Операции
Electrabel работает на рынке стран Бенилюкса. Она генерирует электричество и тепло, а также поставляет электричество и природный газ шести миллионам клиентов. В 2008 году Electrabel продала 97,4 киловатт-час электричества и 72 киловатт-час природного газа. Это крупнейший производитель электроэнергии в Нидерландах и Бельгии, крупнейший поставщик электроэнергии в Бельгии, а также второй по величине поставщик природного газа в Бельгии.

### Станции
Electrabel имеет диверсифицированные генерирующие мощности 16 000 МВт в Бенилюксе, в том числе возобновляемые источники энергии, природный газ и уголь, атомные электростанции. Она владеет АЭС Дул и АЭС Тианж мощностью 2 736,9 МВт и 2 423,1 МВт соответственно. Кроме того, Electrabel владеет комбинированным циклом парогазовых установок в Amercoeur, Дрогенбосе (фр.), Herdersbrug, Сен-Гилене, Esch-sur-Alzette и Eems, а также когенерацией в Solvay, Total и Almere. Electrabel также владеет гидроаккумулирующей электростанцией Ку-Труа-Пон (фр.) с общей мощностью 1,164 МВт и несколькими гидроэлектрическими, фотоэлектрическими и биомассовими электростанциями, а также ветряными хозяйствами.